# 歩兵第109連隊
歩兵第109連隊（ほへいだい109れんたい、歩兵第百九聯隊）は、大日本帝国陸軍の連隊のひとつ。

## 沿革
- 1938年（昭和13年）

5月23日 - 軍旗拝受、直ちに出動準備に取り掛かる
6月24日 - 上海に上陸、漢口と南京を結ぶ要衝である安慶の警備にあたる。その後春季贛南作戦、贛湘作戦などに参加。その後華中での警備にあたる
- 1942年（昭和17年） - 浙贛作戦に参加
- 1943年（昭和18年） - 常徳殲滅作戦に参加。常徳城攻略戦で布上照一連隊長が戦死（11月23日）。
- 1944年（昭和19年） - 大陸打通作戦（一号作戦）に参加し、衡陽市に進撃する
- 1945年（昭和20年）

4月 - アメリカ軍航空基地の占領を目的とした芷江作戦に参加。雪峰山系を超えて竜澤司を目指すが、航空攻撃で消耗を強いられる
5月16日 - 宝慶に反転する
6月15日 - 澄水橋地区に防御陣地を構築する
8月 - 終戦

## 歴代連隊長
| 代 | 氏名       | 在任期間                | 備考 |
| -- | ---------- | ----------------------- | ---- |
| 1  | 坂口静夫   | 1938.5.15 -             |      |
| 2  | 上住良吉   | 1939.9.12 -             |      |
| 3  | 渡辺雅夫   | 1941.3.1 -              |      |
| 4  | 横井忠道   | 1942.4.1 -              |      |
| 5  | 布上照一   | 1942.11.11 - 1943.11.23 | 戦死 |
| 末 | 滝寺保三郎 | 1943.11.30 -            |      |